# Innico d'Avalos d'Aragona
Innico d'Avalos d'Aragona (Nápoles, 15 de junho de 1558 - Roma, 20 de fevereiro de 1600) foi um cardeal do século XVII

## Biografia
Nasceu em Nápoles em 1536. Ele também está listado como Ignazio D'Avalos y de Aragona. Filho de Alfonso d'Avalos d'Aquino d'Aragona, marquês de Vasto e Pescara, e Maria d'Aragona, dos duques de Montalto. Ele foi chamado de Cardeal d'Aragona. Ele também está listado como Ignazio d'Avalos y de Aragona. O cardeal Gaspar de Ávalos de la Cueva (1544) pertencia a outro ramo da família.
Cavaleiro da Ordem de Santiago. Chanceler do reino de Nápoles..
Recebeu a ordenação sacerdotal (não foram encontradas mais informações)..
Criado cardeal diácono no consistório de 26 de fevereiro de 1561; recebeu o gorro vermelho e a diaconia de Santa Lúcia em Silice, em 3 de junho de 1561. Administrador de Turim, de 3 de janeiro de 1563 até maio de 1564. Governador de Orvieto, de 29 de maio de 1563 até 12 de fevereiro de 1564. Optou pela diaconia de S. Adriano, 30 de julho de 1563. Optou pela ordem dos cardeais presbíteros, 19 de janeiro de 1565. Governador de Benevento, 22 de janeiro de 1566; novamente em 1567. Participou do conclave de 1565-1566 , que elegeu o Papa Pio V..
Eleito bispo de Mileto, 19 de agosto de 1566. Consagrado, domingo, 13 de outubro de 1566, Capela Sistina, Vaticano, pelo Papa Pio V, auxiliado pelo Cardeal Giacomo Savelli e pelo Cardeal Niccolò Gaetano Sermoneta. Na mesma cerimônia também foram consagrados Gianfrancesco Gambara, bispo de Viterbo, e o cardeal Guglielmo Sirleto, bispo de San Marco. Optou pelo título de S. Lorenzo em Lucina, em 3 de março de 1567. Participou do conclave de 1572, que elegeu o Papa Gregório XIII. Renunciou ao governo da diocese antes de 9 de fevereiro de 1573. Camerlengo do Sacro Colégio dos Cardeais, 8 de janeiro de 1578 a 9 de janeiro de 1579. Governador de Benevento, 1578; novamente em 1584. Participou do conclave de 1585, que elegeu o Papa Sisto V. Optou pela ordem dos cardeais bispos e pela sé suburbicária de Sabina, em 13 de outubro de 1586. Optou pela sé suburbicária de Frascati, em 2 de março de 1589. Participou do Conclave de setembro de 1590, que elegeu o Papa Urbano VII. Participou do Conclave do outono de 1590, que elegeu o Papa Gregório XIV. Optou pela sede suburbicária de Porto e Santa Rufina, a 20 de março de 1591. Vice-decano do Sacro Colégio dos Cardeais. Participou do conclave de 1591, que elegeu o Papa Inocêncio IX. Participou do conclave de 1592, que elegeu o Papa Clemente VIII. Administrou a cidade de Roma como legado durante a ausência do Papa Clemente VIII em Ferrara..
Morreu em Roma em 20 de fevereiro de 1600. Enterrado na igreja de S. Maria sopra Minerva, Roma..